# Диаталари
Диаталари (фр. Diatalari) — деревня в Чаде, расположенная на территории региона Канем. Входит в состав департамента Канем.

## География
Деревня находится в западной части Чада, к северо-востоку от озера Чад, на высоте 307 метров над уровнем моря.
Диаталари расположен на расстоянии приблизительно 193 километров к северо-северо-востоку (NNE) от столицы страны Нджамены. Ближайшие населённые пункты: Сиди-Малари, Бир-Мафи, Аунгете, Ндиукоа, Бир-Базар, Яури, Зоуле.
Климат деревни характеризуется как аридный жаркий (BWh в классификации климатов Кёппена).

## Транспорт
Ближайший аэропорт расположен в городе Нгури.